# 니카라과의 코로나19 범유행
다음은 니카라과의 코로나19 범유행 현황에 대한 설명이다.
현재 진행 중인 COVID-19 대유행은 2020년 3월 18일 파나마에서 귀국한 니카라과 시민인 첫 사례가 확인되면서 니카라과로 확산된 것으로 나타났다.
니카라과의 아나 에밀리아 솔리스 세계보건기구(WHO) 대표는 COVID-19의 위협으로 니카라과 정부가 위생 경보를 선포한 1월부터 "니카라과는 [WHO] 지침에 따라 일하고 있다"고 밝혔다. 보건서비스 입영과 역학 감시를 강화하고 지역사회 차원에서 발생할 수 있는 사례를 파악하기 위해 지역사회보건네트워크와 협력해 왔다.
WHO의 지역지부인 범아메리카보건기구(PAHO)의 대표단이 3월 둘째 주 니카라과를 방문해 바이러스 방지 대책을 조율했다. 대표단 대표인 알렉산더 플로렌시오는 "최고의 조건이 준비되고 있다"고 말했다. 플로렌시오는 "정부가 시행하고 있는 제안들은 모든 PAHO 권고안을 포함하고 있다"고 덧붙였다.
다니엘 오르테가 정부의 일부 비판자들은 정부가 바이러스의 심각성을 경시하고 있다고 주장했다. 니카라과에서 바이러스가 들어오기 전, 다른 나라의 코로나바이러스 피해자들과 연대하여 정부 지지자 의해 대규모 대중 집회가 개최되었지만, 이 행사는 사회적 거리감이 없다는 비판을 받았다. 야당 그룹인 국민연합은 WHO에 항의서를 보내 솔리스의 조언에도 불구하고 아나 에밀리아 솔리스 WHO 대표가 바이러스 퇴치를 위한 보다 극단적인 조치를 추진해야 한다고 주장했다.
정부는 특히 3월 마지막 주에 120만 가구를 보건 전문가와 자원봉사자들이 방문하고, 추가 정보는 TV 등 매체를 통해 배포되는 등 교육 프로그램에 집중해 왔다. 니카라과는 또 코로나바이러스 환자를 치료하는 항바이러스제 인터페론 알파2b를 양산할 준비를 하고 있다.

## 배경
세계보건기구(WHO)는 12일 2019년 12월 31일 처음 WHO의 주목을 받았던 중화인민공화국 후베이성 우한시의 한 집단에서 신종 코로나바이러스가 호흡기 질환의 원인임을 확인했다. 이 군단은 처음에 우한화난수산물도매시장과 연결되어 있었다. 그러나 실험실 확정 결과가 나온 그 첫 사례들 중 일부는 시장과 연관성이 없었고, 전염병의 근원은 알려져 있지 않다.
2003년 사스와 달리 COVID-19의 경우 치명률은 훨씬 낮았지만, 총 사망자 수가 상당할 정도로 감염 경로는 훨씬 더 컸다. COVID-19는 전형적으로 약 7일 정도의 독감과 유사한 증상을 보이며, 그 후 일부 사람들은 병원에 입원해야 하는 바이러스성 폐렴의 증상으로 발전한다. 3월 19일부터 COVID-19는 더 이상 "높은 결과 감염병"으로 분류되지 않았다.

## 반응
니카라과는 많은 나라에서 취소된 반면, 많은 스포츠 행사가 유행병 기간 동안 계속되었다는 점에서 특이했다.
4월 25일 엄격한 조건 하에 마나과에서 권투 경기가 열렸다. 모든 관중들은 입장 시 체온을 체크했고 마스크를 착용한 채 세 자리 간격을 두고 앉아야 했다. 권투선수들은 싸우기 전에 소독약을 뿌렸다.

## 같이 보기
- 북아메리카의 코로나19 범유행
- 나라별 코로나19 범유행
- 멕시코의 천연두 역사
- 2013~2014년 치쿤구니야 유행
- 2009년 인플루엔자 범유행